# Rácovice
Rácovice är en ort i Tjeckien. Den ligger i regionen Vysočina, i den sydöstra delen av landet, 150 km sydost om huvudstaden Prag. Rácovice ligger 460 meter över havet och antalet invånare är 105.
Terrängen runt Rácovice är platt. Runt Rácovice är det glesbefolkat, med 16 invånare per kvadratkilometer. Närmaste större samhälle är Moravské Budějovice, 9,5 km öster om Rácovice. I omgivningarna runt Rácovice växer i huvudsak blandskog.